# Satchelliella bucegiana
Satchelliella bucegiana és una espècie d'insecte dípter pertanyent a la família dels psicòdids. Es troba a Europa: Romania.